# American Council on Germany
The American Council on Germany (ACG) ist eine Nichtstaatliche Organisation (NGO), welche mit dem Council on Foreign Relations affiliiert ist. Der Amerikanische Rat für Deutschland wurde 1952 gleichzeitig mit seiner deutschen Schwesterorganisation, der Atlantik-Brücke e. V., als private Non-Profit-Organisation gegründet, um das deutsch-amerikanische Verständnis nach dem Zweiten Weltkrieg zu fördern. Gründungsväter waren wie bei der Atlantik-Brücke der Vorsitzende des Council on Foreign Relations John J. McCloy und Eric M. Warburg, Freund und Berater McCloys, Offizier bei der US-Army von 1941 bis 1945 und Spross der deutsch-jüdischen Familie Warburg aus Hamburg. Weitere Gründungsmitglieder waren McCloys Ehefrau Ellen Z. McCloy, und McCloys Vorgänger als Hoher Kommissar im Nachkriegsdeutschland, General Lucius D. Clay.

## Mitglieder
Heute umfasst der American Council on Germany 800 Mitglieder aus Wirtschaft, Politik und Medien sowie juristischen und akademischen Bereichen von beiden Seiten des Atlantiks. Präsident war 2012 das Council-on-Foreign-Relations-Mitglied William Drodzniak.

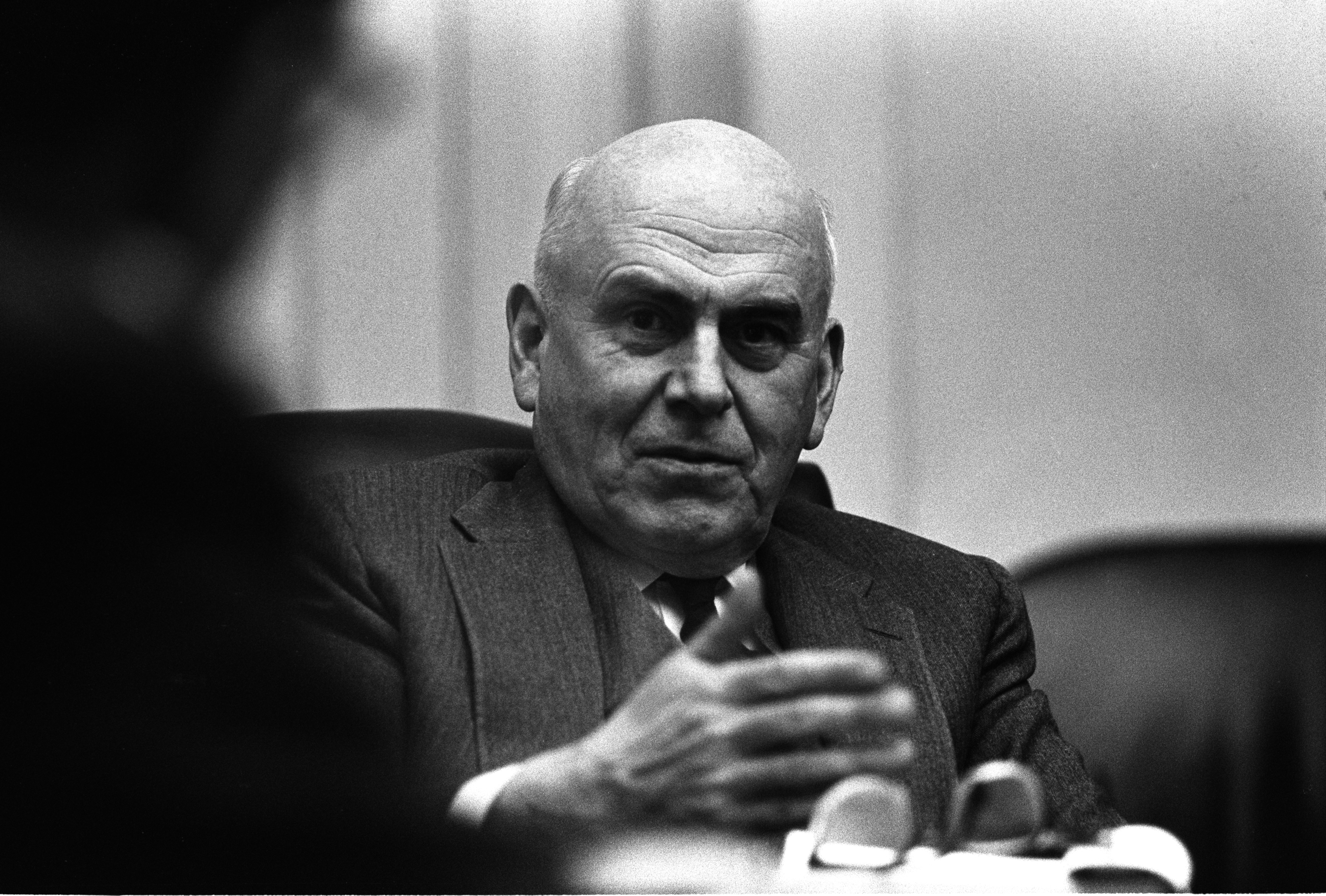
Gründungsvater John J. McCloy

Im Jahre 2010 gehörten dem Board of Directors u. a. die US-amerikanischen Diplomaten Richard Holbrooke, Henry A. Kissinger, John Kornblum und der ehemalige Siemens-Vorstandsvorsitzende und heutige CEO von Alcoa, Klaus Kleinfeld an.
Deutsche Mitglieder sind u. a. der Herausgeber der Zeit Josef Joffe, Christopher Freiherr von Oppenheim, Sal. Oppenheim, aus der Bankiersdynastie Oppenheim sowie der Manager der Hypo Real Estate Holding AG, Kurt F. Viermetz. Frühe Mitglieder waren unter anderem die Historiker Hajo Holborn und Norbert Mühlen. Angela Merkel wurde bereits als CDU-Vorsitzende 2003 von den ACG-Direktoren Hugh Hamilton Jr. und Kurt F. Viermetz in den Vereinigten Staaten empfangen.

## Young Leaders
In Zusammenarbeit mit der Atlantik-Brücke wurde 1973 auf Initiative des amerikanischen Geschäftsmann John Diebold das Young-Leader-Program des ACG ins Leben gerufen. Es handelt sich um ein Programm für deutsche und amerikanische Führungskräfte im Alter zwischen 28 und 38 Jahren. Die Alumni des Programms schlagen die Teilnehmer für das darauffolgende Jahr vor, welche zur Bewerbung aufgefordert werden. Von den Bewerbern werden schließlich knapp 50 Personen ausgewählt. Im Kern des Programms steht die einwöchige Young Leaders Conference. Die erste Konferenz fand 1973 in Hamburg statt und seitdem alle zwei Jahre bis 1988. Schließlich fand die Konferenz bis 2004 jährlich statt, abwechselnd in den USA und Deutschland. Seit 2004 veranstalten Atlantik-Brücke und das American Council on Germany jeweils eine separate Konferenz.
Unter den prominenten Absolventen finden sich der ehemalige Bundespräsident Christian Wulff (YL 1992), der Bundesbankpräsident Jens Weidmann (YL 2004), der Bundesvorsitzende der Partei Bündnis 90/Die Grünen, Cem Özdemir (YL 2001), der deutsche Bundesminister des Innern Thomas de Maizière (YL 1989), der Bundesminister für Arbeit und Soziales, Hubertus Heil (YL 2003), der ehemalige deutsche Botschafter in den USA, Wolfgang Ischinger (YL 1978) sowie eine Reihe einflussreicher amerikanischer Politiker, Berater und Geschäftsleute.
Das American Council on Germany vergibt auch eine Reihe von Fellowships darunter in den letzten Jahren insbesondere die ACG Fellowship for Young Entrepreneurs darunter Thomas Grüderich und Benjamin Wüstenhagen, 2013 sowie Benjamin Rohé (siehe auch Abschnitt „Aktivitäten in Deutschland“) und Thomas Wuttke, 2014.
Aufgrund der Corona-Pandemie konnte von in den Jahren 2020 und 2021 kein weiteres, jährliche Young Leaders Programm durchgeführt werden.

## Aufgabe

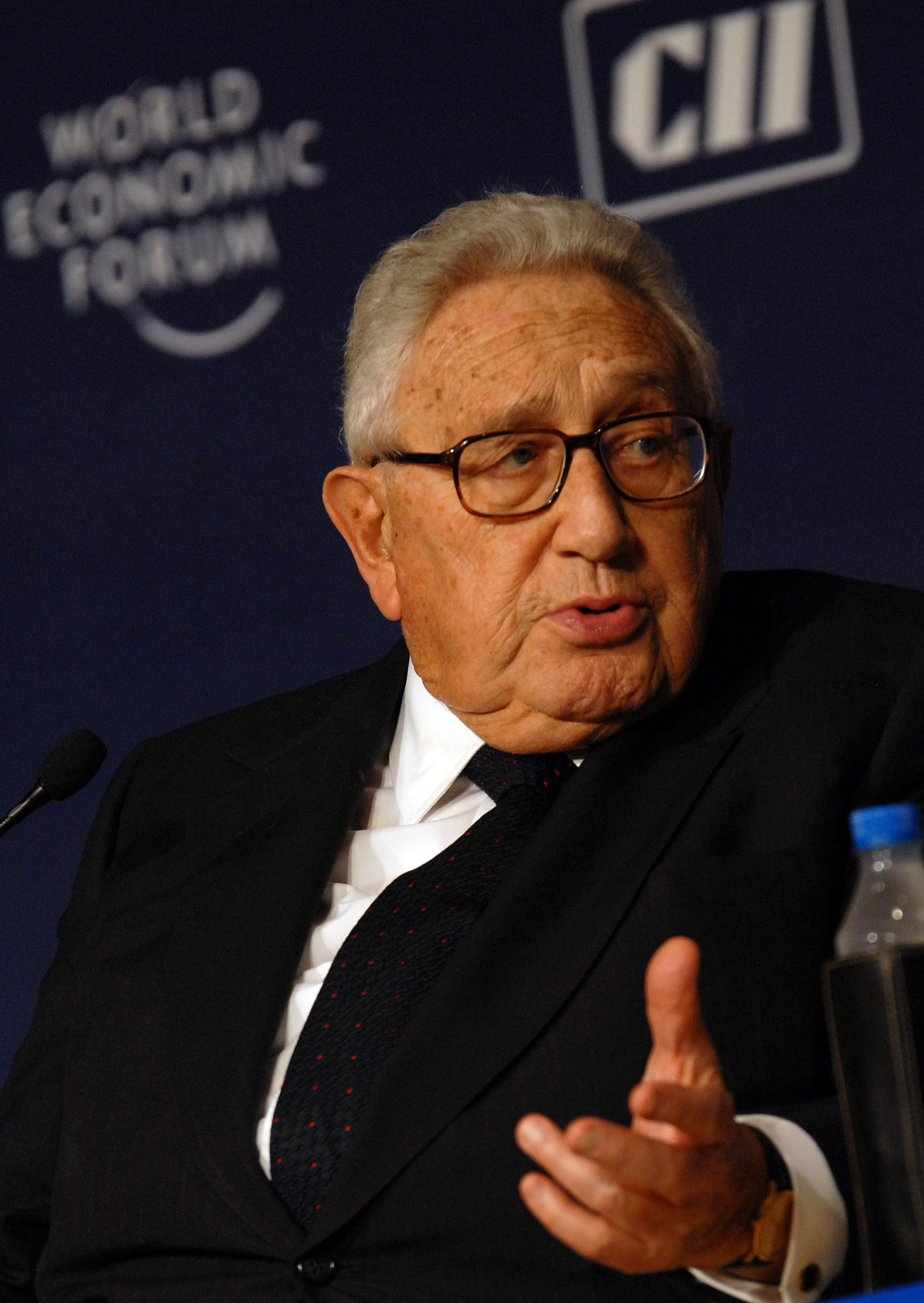
Vorsitzender Henry Kissinger

Die Hauptaufgabe und Ziel der US-amerikanischen Außenpolitik und des American Council on Germany offenbarte der US-Diplomat und Vorstand des ACG, John C. Kornblum 2010 im Gespräch mit der Atlantik-Brücke: „Der Kernpunkt unserer Europapolitik seit 1910 war, Deutschland in seine europäische Umgebung einzubetten. Dieses Problem war für die Vereinigten Staaten 1990 erledigt.“
Über welche politische Macht der American Council on Germany bereits in den Anfangsjahren verfügte, zeigte sich in einer Auseinandersetzung innerhalb der demokratischen Partei bezüglich der Deutschland-Politik im Jahre 1958, dokumentiert in einem Bericht des Nachrichtenmagazins Der Spiegel. Ein weiterer Beleg für den immer noch starken Einfluss ist die Tatsache, dass im Jahre 2006 sowohl der Stabschef des US-Präsidenten George Bush, Joshua Bolten, als auch sein deutsches Pendant, Kanzleramtschef Thomas de Maizière, Alumni des Young Leader-Programmes des American Council on Germany waren.
Deutsche Staatsoberhäupter und Regierungschefs wurden seit Konrad Adenauers Amerika-Besuch 1953 immer wieder eingeladen, vor dem ACG zu sprechen. Die Bundespräsidenten Walter Scheel, Karl Carstens, Richard von Weizsäcker, Roman Herzog und Johannes Rau nahmen diese Einladungen an, ebenso die Bundeskanzler Kurt Georg Kiesinger, Willy Brandt, Helmut Schmidt, Helmut Kohl, Gerhard Schröder und Angela Merkel.
Zwischen der Atlantik-Brücke und dem ACG herrscht seit jeher ein reger Informations- und Personalaustausch. Der „American Council on Germany has always been a strong actor in our relations with the United States“, wie der Staatsminister des Auswärtigen Amtes und Atlantik-Brücke-Mitglied Werner Hoyer im Dezember 2011 feststellte.
Prägend für die Tätigkeit des ACG ist unter anderem die 1973 eingerichtete American-German Young Leaders Conference. Etwa 50 deutsche und amerikanische Führungskräfte aus verschiedenen Tätigkeitsbereichen zwischen 28 und 38 Jahren sollen auf diesen alljährlichen Veranstaltungen (bis 1988 alle zwei Jahre) Verbindungen knüpfen, indem sie globale und deutsch-amerikanische Themen diskutieren. Analog zum deutschen Young Leaders-Programm, werden auch hier die kommenden Akteure in Politik und Wirtschaft herangezogen.
Seit 1976 werden McCloy Fellowships als Stipendien zum Besuch des jeweils anderen Landes an junge Vertreter verschiedener Fachgebiete vergeben. Diese und andere Stipendien wurden bisher an über 700 Personen vergeben, darunter vor allem Wissenschaftler und Journalisten.
Der ACG ist auch heute noch sehr aktiv und hat Außenstellen, die sogenannten Warburg-Chapters in den US-amerikanischen Städten Atlanta, Boca Raton, Boston, Charlotte, Dallas, Denver, Indianapolis, Los Angeles, Madison, Milwaukee, Minneapolis/St. Paul, Nashville, Philadelphia, Phoenix, Pittsburgh, Richmond, St. Louis, San Diego und San Francisco.

## Aktivitäten in Deutschland
Seit 2018 existiert der Freunde des American Council on Germany e. V., eingetragen im Berliner unter der Handelsregister-Nummer VR 37001 B.
Der Verein „Freunde des American Council on Germany“ wurde im Jahr 2018 gegründet, um die Ziele des American Council on Germany in Deutschland zu unterstützen und damit zur Stärkung der transatlantischen Beziehungen beizutragen. Vorstandsmitglieder sind Sonja Gillert, Ole Jani, Steven Sokol (Präsident des American Council on Germany), Tobias Jäger und Benjamin Rohé (Vorstandsvorsitzender).
Der Verein organisiert Im Rahmen der jährlich stattfindenden Young Leaders Konferenz Veranstaltungen um die Young Leader des jeweiligen Jahrgangs mit den Alumni in Austausch zu bringen sowie regelmäßige Veranstaltungen für Mitglieder und gesellschaftlich interessierte Personen u. a. zu den Themen transatlantische Beziehungen sowie Souveränität der EU und USA.